# Sakaisuji-Hommachi (métro d'Osaka)
Sakaisuji-Hommachi (堺筋本町駅, Sakaisuji-Honmachi-eki) est une station du métro d'Osaka sur les lignes Sakaisuji et Chūō dans l'arrondissement de Chūō à Osaka.

## Situation sur le réseau
La station Sakaisuji-Hommachi est située au point kilométrique (PK) 3,2 de la ligne Sakaisuji, entre les stations Kitahama et Nagahoribashi, et au PK 13,3 de la ligne Chūō, entre les stations Honmachi et Tanimachi 4-chome.

## Histoire
La station a été inaugurée le 6 décembre 1969.

## Services aux voyageurs

### Accès et accueil
La station est ouverte tous les jours.

### Desserte
- Ligne Sakaisuji :
  - voie 1 : direction Tengachaya
  - voie 2 : direction Tenjinbashisuji 6-chome (interconnexion avec la ligne Hankyu Kyoto pour Kyoto-Kawaramachi ou la ligne Hankyu Senri pour Kita-senri)
- Ligne Chūō :
  - voie 1 : direction Nagata (interconnexion avec la ligne Kintetsu Keihanna pour Nara-Tomigaoka)
  - voie 2 : direction Yumeshima

Installations et desserte
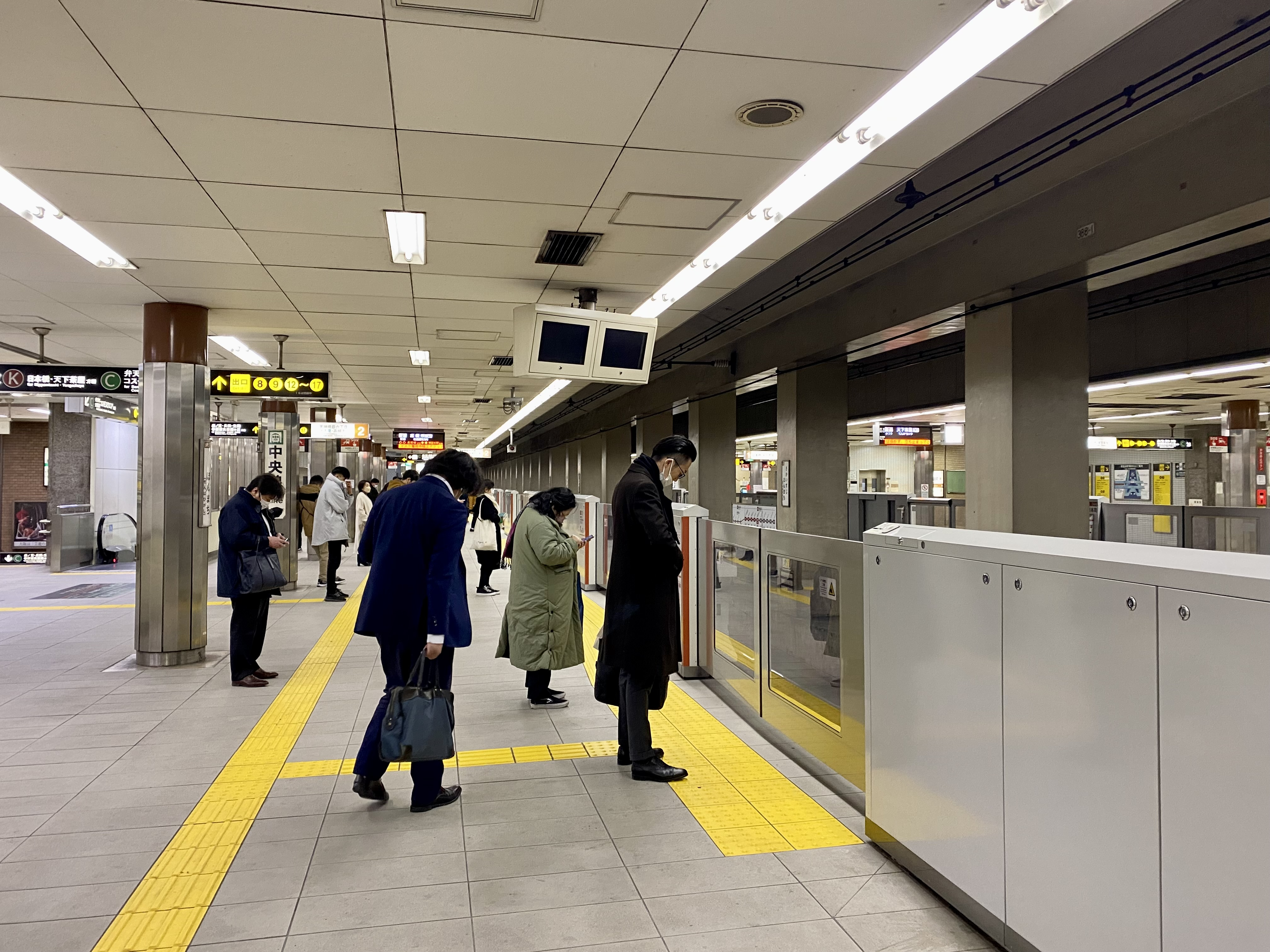
Vue des quais de la ligne Sakaisuji
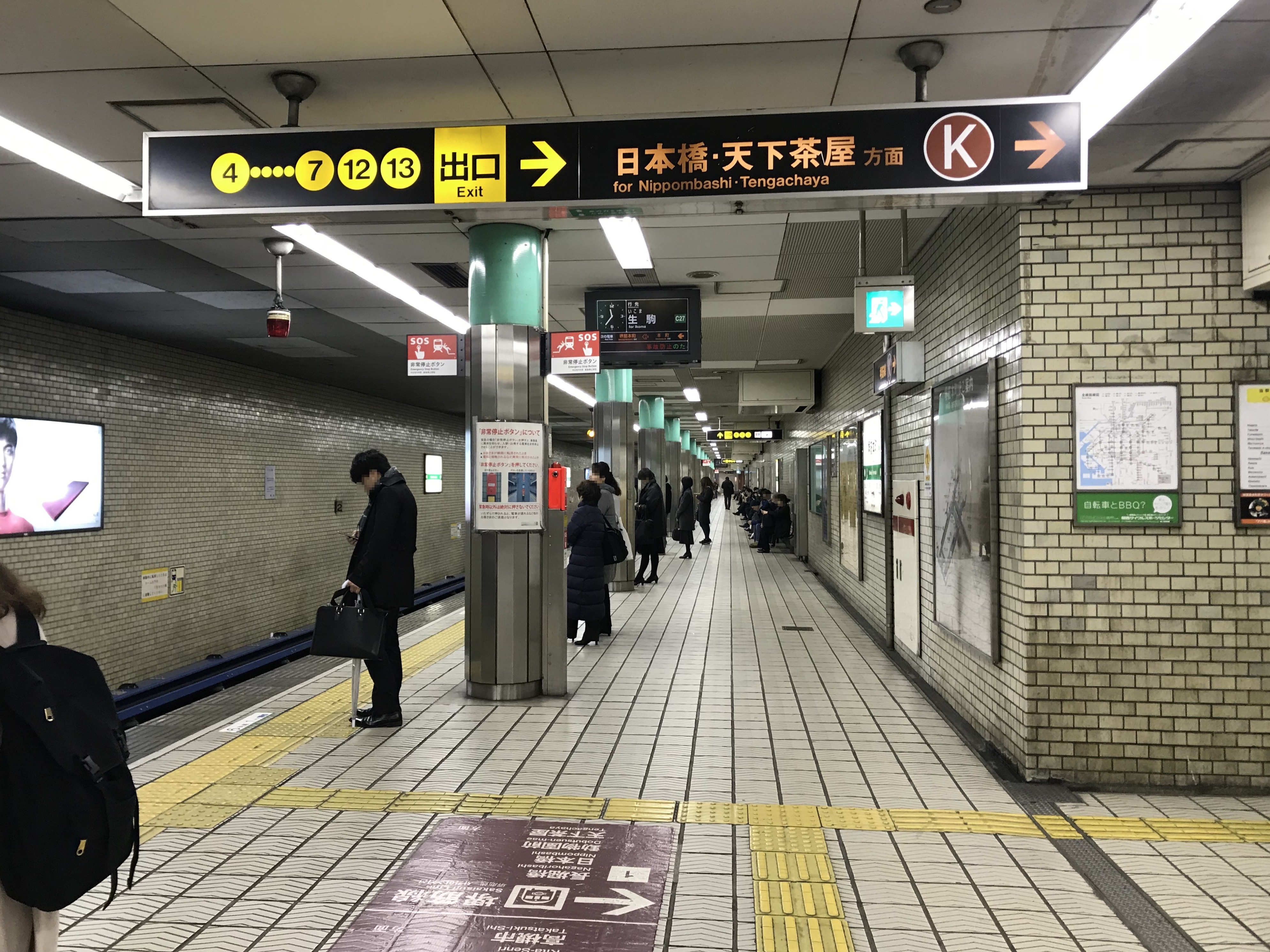
Vue du quai de la ligne Chūō